# I. Fergus dál riatai király
Fergus Mór mac Eirc (skót gael nyelven: Fergus Mòr Mac Earca) Erc fia, Dál Riata legendás királya volt. 
Létezése történelmileg ugyan megkérdőjelezhető, azonban országalapítóként meghatározó szerepe van a középkori és reneszánsz skót nemzeti mítoszban. A skót uralkodók – Cináed mac Ailpíntól a legutóbbi trónkövetelőkig – egyaránt Fergus Mór leszármazottainak tartják magukat.

## Fergus Mór a korai forrásokban
A történelmi feljegyzések között akad egy az Annals of Tigernach-ban, mely az 501. évre vonatkozik és azt állítja: Feargus Mor mac Earca cum gente Dal Riada partem Britaniae tenuit, et ibi mortuus est. (Dál Riata népével együtt Fergus Mór mac Eirc Britannia egy részét lakta és itt is halt meg.) A Fergus, Erc és Dál Riata kifejezések azonban későbbiek és csak jóval a 6. századot követően írták le őket. Az évkönyv utalásai tápot adtak azoknak a teóriáknak, melyek az írországi Argyll hódításairól szólnak, azonban ezek nem hitelt érdemlőek.
Fergust ugyancsak Dál Riata, majd a skótok királyai közé sorolják az olyan feljegyzések, mint a Senchus Fer n-Alban és a Duan Albanach. A Senchus azt állítja, hogy  Fergus Mór Mac Nisse Mór néven is ismert volt. Ezek a források valószínűleg a 10. és 11. század során keletkeztek, 30 és 40 generációval azt követően, hogy Fergus Mór élhetett. 
A Senchus és a Duan Fergus apját úgy említi, mint Erc, Eochaid Muinremuir fia. Egy ír genealógia, mely Alba királyaival foglalkozik, Fergus felmenőit az alábbiak szerint sorolja fel: [Fergus] – Eircc – Echdach Muinremuir – Óengusa Fir – Feideilmid – Óengusa – Feideilmid – Cormaicc, majd további negyvenhat generáció következik. A történész John Morris úgy véli, hogy Fergus Arthur király szövetségeseként kapott lehetőséget a Skóciában való letelepedésre, védőbástyául szolgált a piktek ellen.
Ezek a források – miközben nagy jelentőséget tulajdonítanak Fergus Mórnak, mint a középkor meghatározó szereplőjének – gyakorlatilag nem szolgálnak bizonyítékkal történelmi szerepére.  Valójában a 6. századi Skócia mindössze egyetlen uralkodójára, Cereticre vonatkozóan állnak fenn kortárs bizonyítékok, és még ezek is csak Szent Patrik Coroticushoz írott levelének egy későbbi magyarázatán nyugszanak. Dál Riata első olyan királyai, akiknek létezésében biztosak lehetünk, Fergus unokái Gabrán mac Domangairt és Comgall voltak, talán még dédunokáját Áedán mac Gabráint sorolhatjuk ebbe a körbe.

## Fergus Mór a későbbi beszámolókban
Andrew of Wyntoun 15. század eleji munkája, az Orygynale Cronykil of Scotland (A skótok eredetének krónikája) említi, hogy Fergus volt az első skót, aki Skóciában uralkodott és Cináed mac Ailpín az ő leszármazottja volt. Arról is szól, hogy Fergus hozta magával Írországból a Koronázókövet és, hogy egy – Dungal nevű – fia született. Az őket követő uralkodók listája nem helytálló, azonban emlékeztet a korábbi forrásokban található névsorokra.
Még ha Wyntoun beszámolója nem is tesz hozzá sokat a korábbiakhoz, a 16. század vége felé a humanista George Buchanan a Rerum Scoticarum Historia (A skótok dolgainak históriája) című művében jelentősen kiegészíti a korábbi forrásokat, nagyjából John of Fordun nyomdokain haladva. Az ő verziója szerint a skótokat elűzték földjükről, mikor a rómaiak megszállták egész Britanniát. Miután apját, Eugeniust megölték a rómaiak, Fergus – Fergusius II, ahogy Buchanan említi –  száműzetésben nőtt fel Skandináviában. Később hadakozott a frankok ellen, majd visszatért Skóciába és visszafoglalta az ősi földet. A piktek királya, Durstus elleni csatában vesztette életét, egy fiú, Eugenius maradt utána.
VI. Jakab, aki Buchanan idejében a király volt, ugyancsak osztotta a tudósok nézetét származását illetően, Dániai Annához, feleségéhez írt számtalan versének egyikében „Fergus ágából eredő boldog uralkodó”-nak titulálja magát. Persze nem ő volt az utolsó király, aki e hitben élt. Az edinburgh-i Holyroodhouse-palota galériáját díszítő, Jacob de Wet keze alól kikerült festmények, melyek Fergustól II. Károlyig tartalmazzák a skót uralkodók portréját, Jakab unokájának megrendelésére készültek.

## Külső hivatkozások
- CELT: Corpus of Electronic Texts at University College Cork beleértve:
  - Genealogies Rawlinson B.502
  - The Annals of Ulster (angol fordítás)
  - The Annals of Tigernach
  - Betha Shenáin meic Geirginn (nincs angol fordítás)
- Google Books tartalmazza James Aikman angol nyelvű fordítását (The History of Scotland) George Buchanan Rerum Scoticarum Historiá-jának

## Fordítás
- Ez a szócikk részben vagy egészben  a   Fergus Mór című angol Wikipédia-szócikk ezen változatának fordításán alapul.  Az eredeti cikk szerkesztőit annak laptörténete sorolja fel. Ez a jelzés csupán a megfogalmazás eredetét és a szerzői jogokat jelzi, nem szolgál a cikkben szereplő információk forrásmegjelöléseként.

| Előző Loarn | Dal Riata királya ? – 501 | Következő Domangart |